# 2012年夏季残疾人奥林匹克运动会吉布提代表团
吉布提于8月29日至9月9日在英国伦敦举行的2012年夏季残疾人奥林匹克运动会上首次参加残奥会。该国只派出一名中长跑运动员侯赛因·阿曼·哈桑（Houssein Omar Hassan）参加残奥会，而他也成为了该国第一位残奥会选手。由于脚踝受伤，哈桑在预赛中表现不佳，最终未能赢得奖牌，但在所有运动员都冲过终点线后，哈桑独自在赛道上坚持完成了最后两圈，赢得了观众的起立致敬。

## 背景
2012年5月，吉布提國家帕拉林匹克委員會主席阿朴杜勒-卡德尔·雅各布（Abdoulkader Yacoub）參加了在羅安達舉辦的第10届非洲残奥会委员会大会暨非洲残奥会体育发展会议，证实吉布提将参加2012年夏季残疾人奥林匹克运动会，这也是吉布提首次参加残奥会。

## 田径
侯赛因·阿曼·哈桑（Houssein Omar Hassan）是一名右臂截肢者，参与男子1,500米T46级比赛。他作为吉布提参赛的唯一运动员在开幕式上担任旗手。
哈桑以11分23秒50的成绩完赛，几乎是冠军成绩的三倍。哈桑在熱身時脚踝受伤，雖然被建議退賽，但身為吉布提唯一的出賽成員，他决心完成比赛。在其他所有运动员都冲过终点线后，哈桑独自在跑道上坚持完成最后两圈半，在这最后的7分钟里，他每经过体育场的一个区域时，那里的观众都向他起立致敬。冲过终点时，他获得的掌声比冠军还要热烈。比賽結束後，由于哈桑不會說英語，他指着後腳跟表明自己跟腱有问题，隨後被帶離治療。哈桑在接受采访时表示，“我想过要停下来，但我一直在坚持，因为我想完成比赛。”
| 运动员           | 项目            | 预赛     | 预赛 | 决赛   | 决赛   |
| 运动员           | 项目            | 成绩     | 排名 | 成绩   | 排名   |
| ---------------- | --------------- | -------- | ---- | ------ | ------ |
| 侯赛因·阿曼·哈桑 | 男子1500米T46级 | 11:23.50 | 8    | 未晋级 | 未晋级 |